# Hyalonema azuerone
Hyalonema azuerone är en svampdjursart som beskrevs av Lendenfeld 1915. Hyalonema azuerone ingår i släktet Hyalonema och familjen Hyalonematidae. Inga underarter finns listade i Catalogue of Life.